# Schoolgebouw en woonhuis Minkema

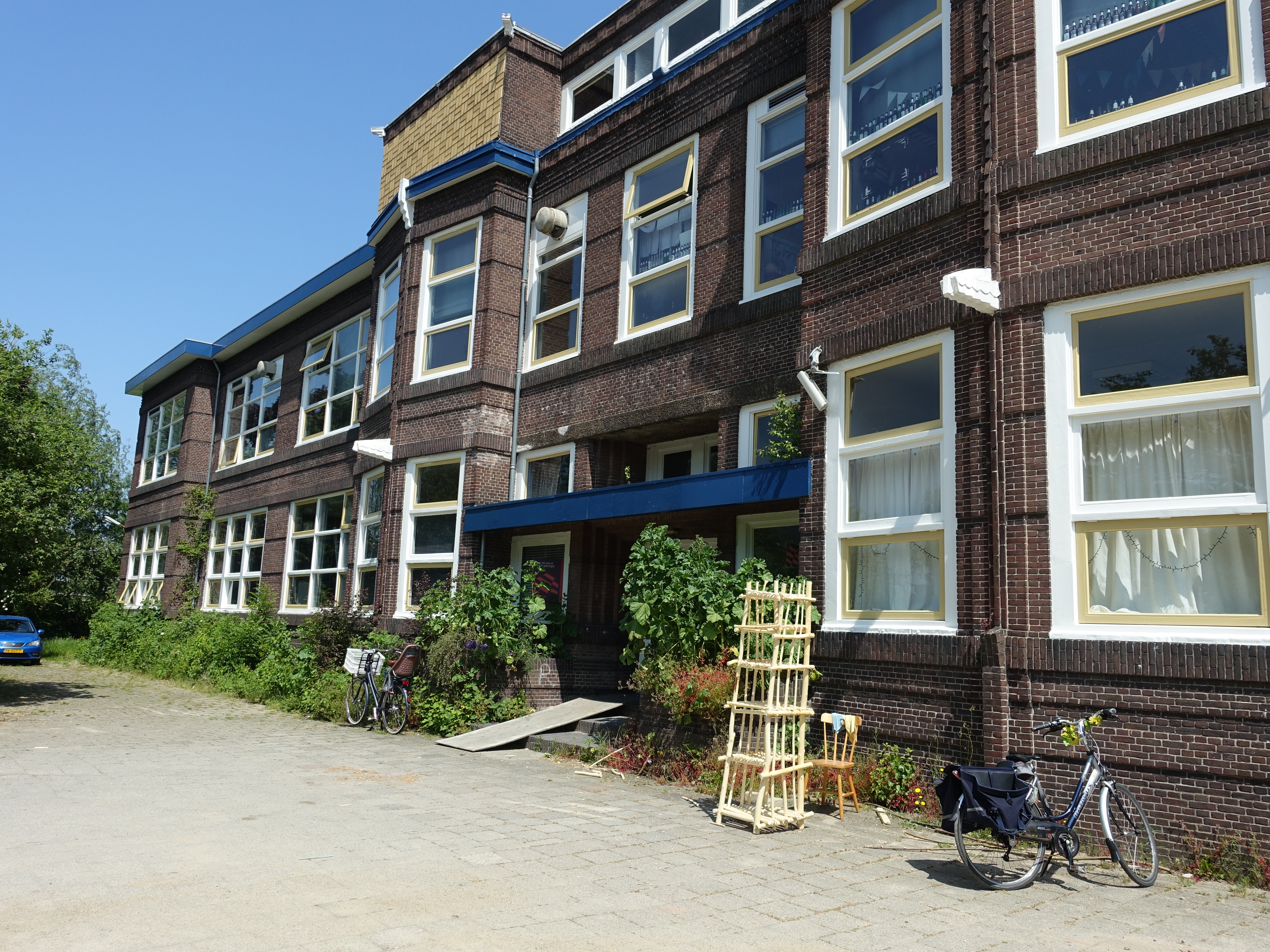
Het voormalige schoolgebouw in 2023

Het Schoolgebouw en woonhuis Minkema is een gemeentelijk monument in de gemeente Woerden. De twee gebouwen liggen op de hoek van de Van der Valk Boumanlaan en de Minkemalaan, direct ten zuiden van station Woerden.  

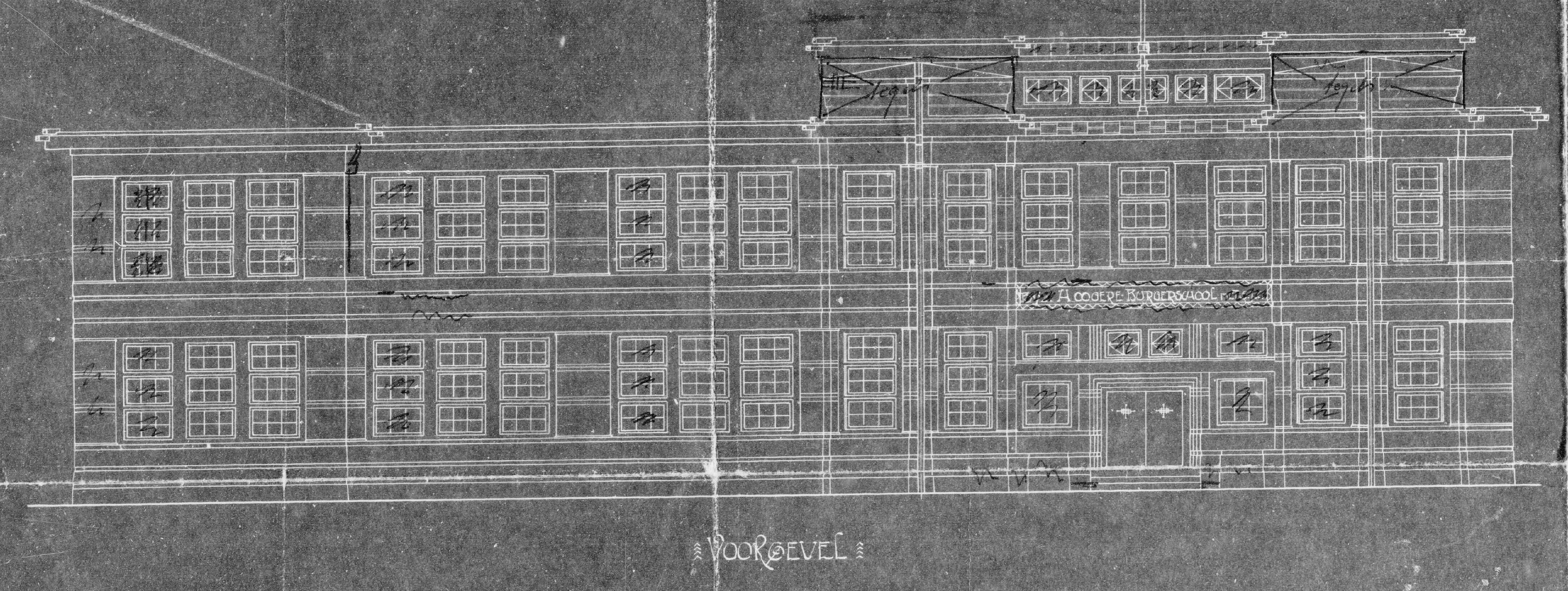
Ontwerptekening van de voorgevel

Het schoolgebouw werd op 6 januari 1925 geopend als Hogereburgerschool (HBS) voor leerlingen uit Woerden en omstreken. De HBS was de eerste school voor voortgezet onderwijs in Woerden. De school werd een "bijzonder neutrale school," zonder specifieke christelijke signatuur. De oorspronkelijke HBS evolueerde in de loop der jaren tot het Minkema college. 

## Adres
Het adres van de school wordt zowel aangeduid als Van der Valk Boumanlaan 5 en 7, als Minkemalaan 1. Het adres Minkemalaan 1 behoorde bij het uitgebreide gebouw, toen de oorspronkelijke HBS was uitgegroeid tot een grotere scholengemeenschap. Die uitbreidingen zijn geen onderdeel van het huidige monument. Tijdens het ontwerp van de school was het adres Bouwmanlaan 3. 

## Ontwerp en bouw
Het gebouw werd ontworpen door architect C.J. Kruisweg van het Bussumse architectenbureau Van der Goot en Kruisweg. Kruisweg ontwierp het gebouw met de uitgangspunten van zijn tijd. De verkeersruimtes moesten ruim zijn, er kwam een fraai centraal trappenhuis en de lokalen hadden een hoog plafond. Bij het gebouw hoort ook een conciërgewoning.  

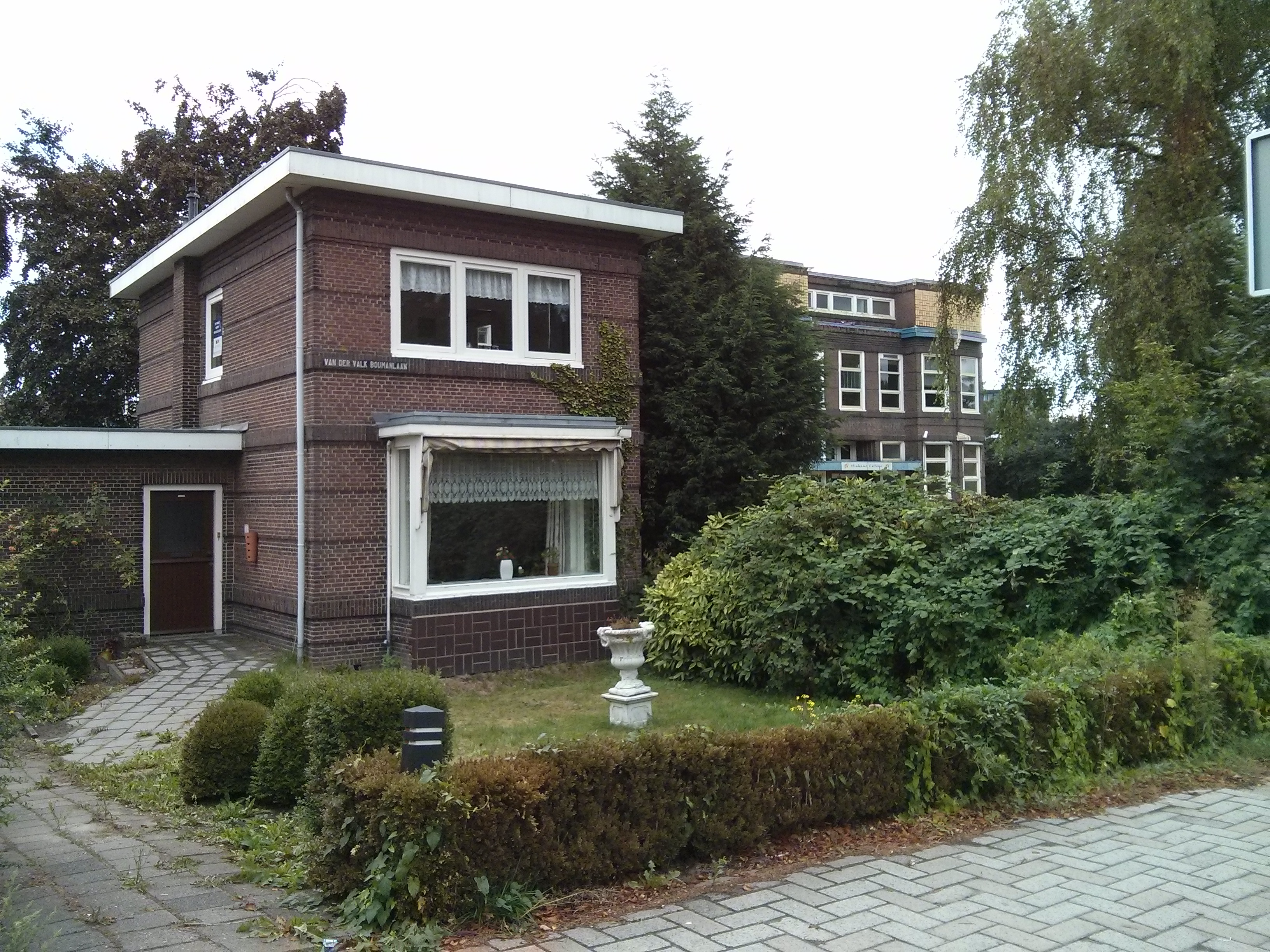
Conciërgewoning (foto 2013)

Van het oorspronkelijke ontwerp van het schoolgebouw slechts een deel gerealiseerd, een U-vorm met twee bouwlagen, waarvan al een deel is afgebroken. Boven de entree is een derde opbouw gerealiseerd. Kruisweg had een symmetrisch gebouw in gedachten, maar aan de zuidzijde is daar slechts een gedeelte van gebouwd. De luifel boven de entree is een lagere toevoeging.
De bouwstijl laat elementen zien van de Nieuwe Zakelijkheid, maar vooral ook van de Amsterdamse School; dat laatste vooral in de detaillering. De conciërgewoning is in dezelfde stijl gebouwd. Die heeft eveneens twee bouwlagen met een plat dak.
Het gebouw heeft grote vensterpartijen, waardoor de lokalen goed licht hebben. Noemenswaardig voor het ontwerp zijn de banden met siermetselwerk, de houten daklijst met spuwers en de zolderverdieping, die aan de buitenzijde bekleed is met gele steentegels.

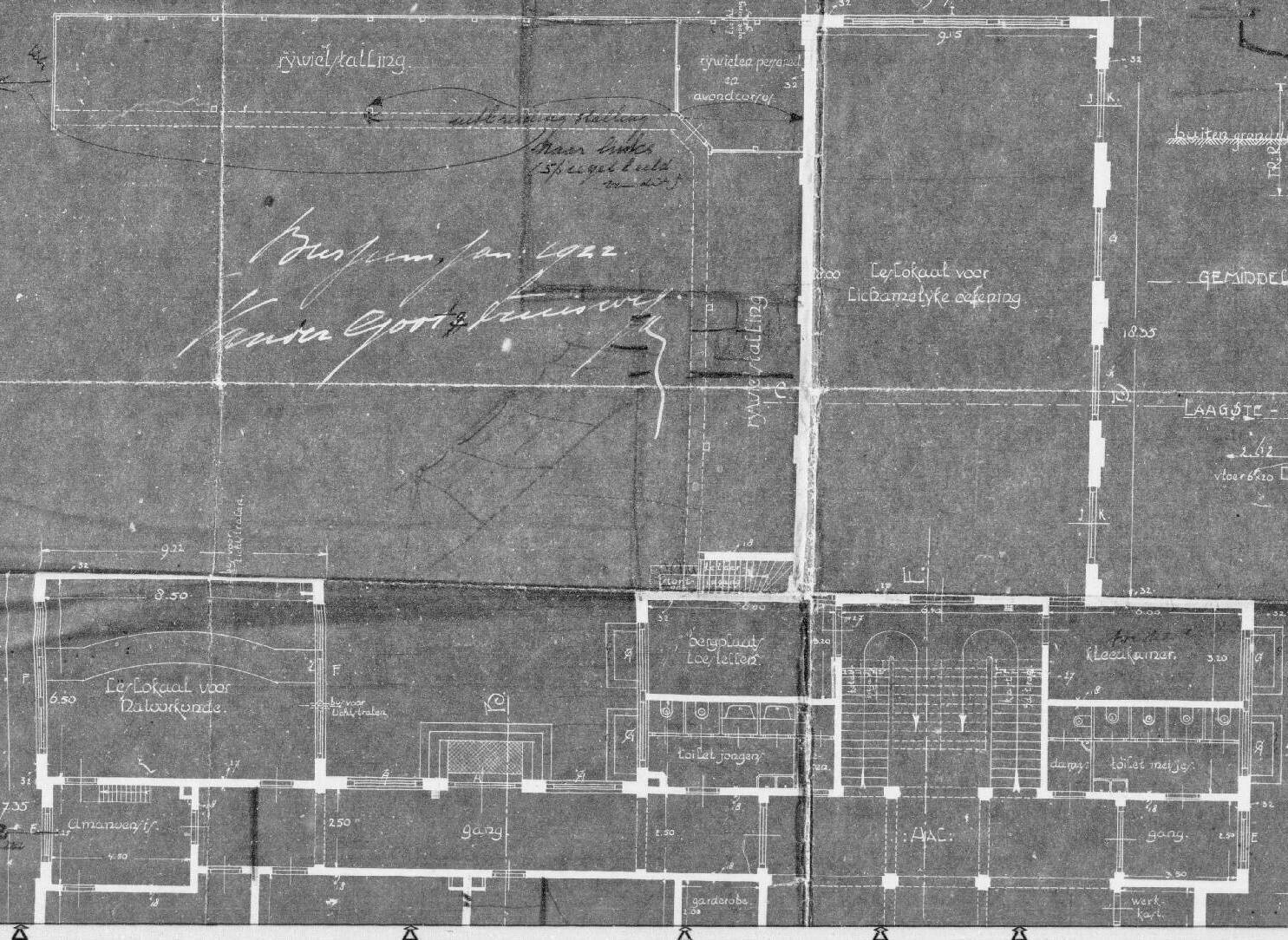
Ontwerptekening van de begane grond met de leslokalen, ruimte voor de conciërge, voor de directie en het gymnastieklokaal rechts boven.

Op de begane grond was er oorspronkelijk een gymnastieklokaal, dat later afgebroken is. 
Als aannemer voor de bouw werd een ondernemer uit Woerden gezocht, maar de goedkoopste aannemer kwam niet uit Woerden, maar uit Purmerend,  Gebr. H.V. en J-de Vries. Dat gaf wat problemen voor de subsidieverlening maar die werden opgelost.
Het gebouw werd in 1976-1977 uitgebreid, maar ook in 1989 en 1992. Alle uitbreidingen waren in de lengte, zodat het gebouw uiteindelijk 224 meter lang werd, en daarmee de langste school van Nederland.
. Achter het schoolgebouw werden extra lokalen gebouwd, die later weer afgebroken werden.

## Aanwijzing tot gemeentelijk monument

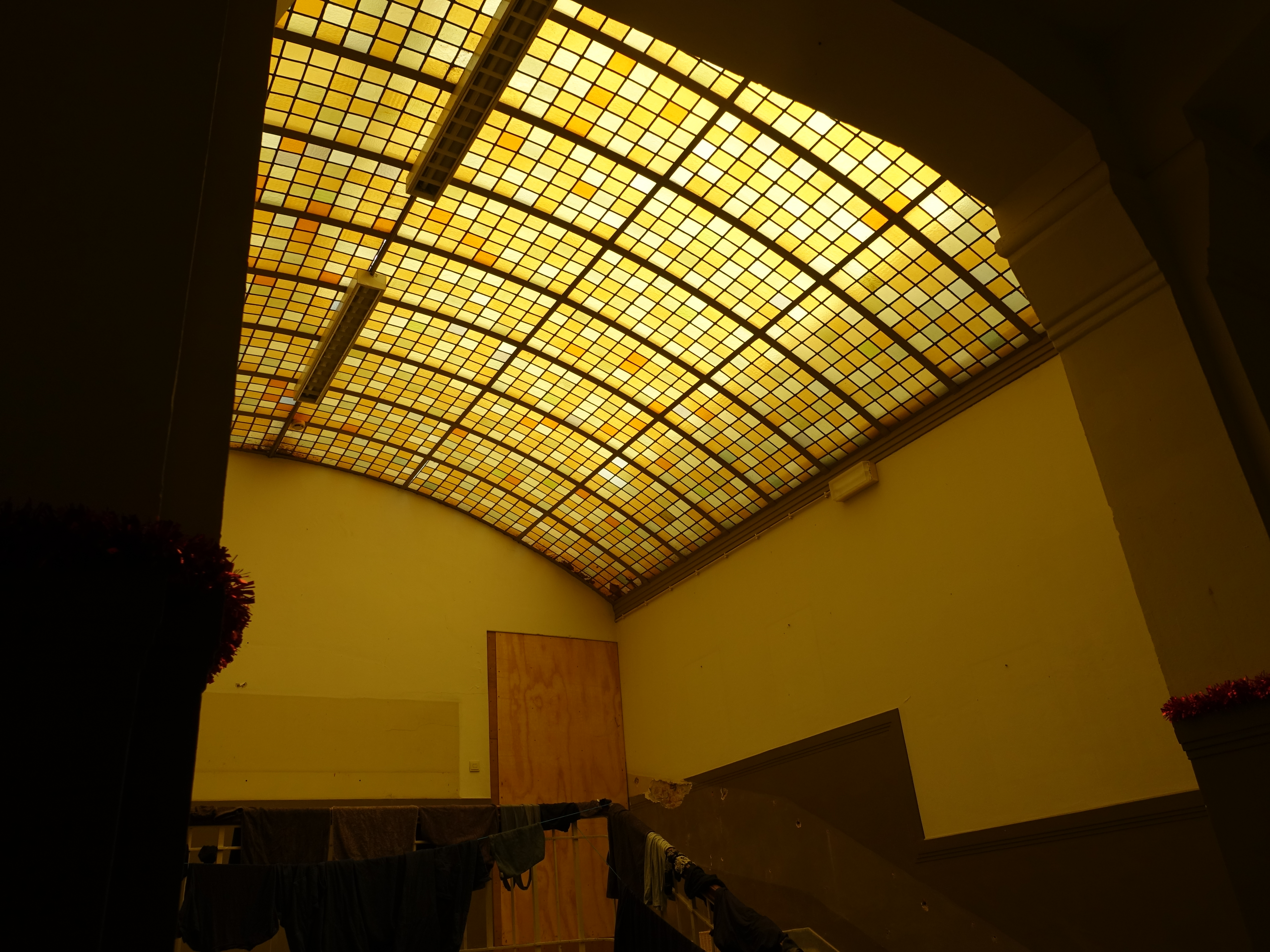
Glazen dak op de eerste verdieping (foto 2013)

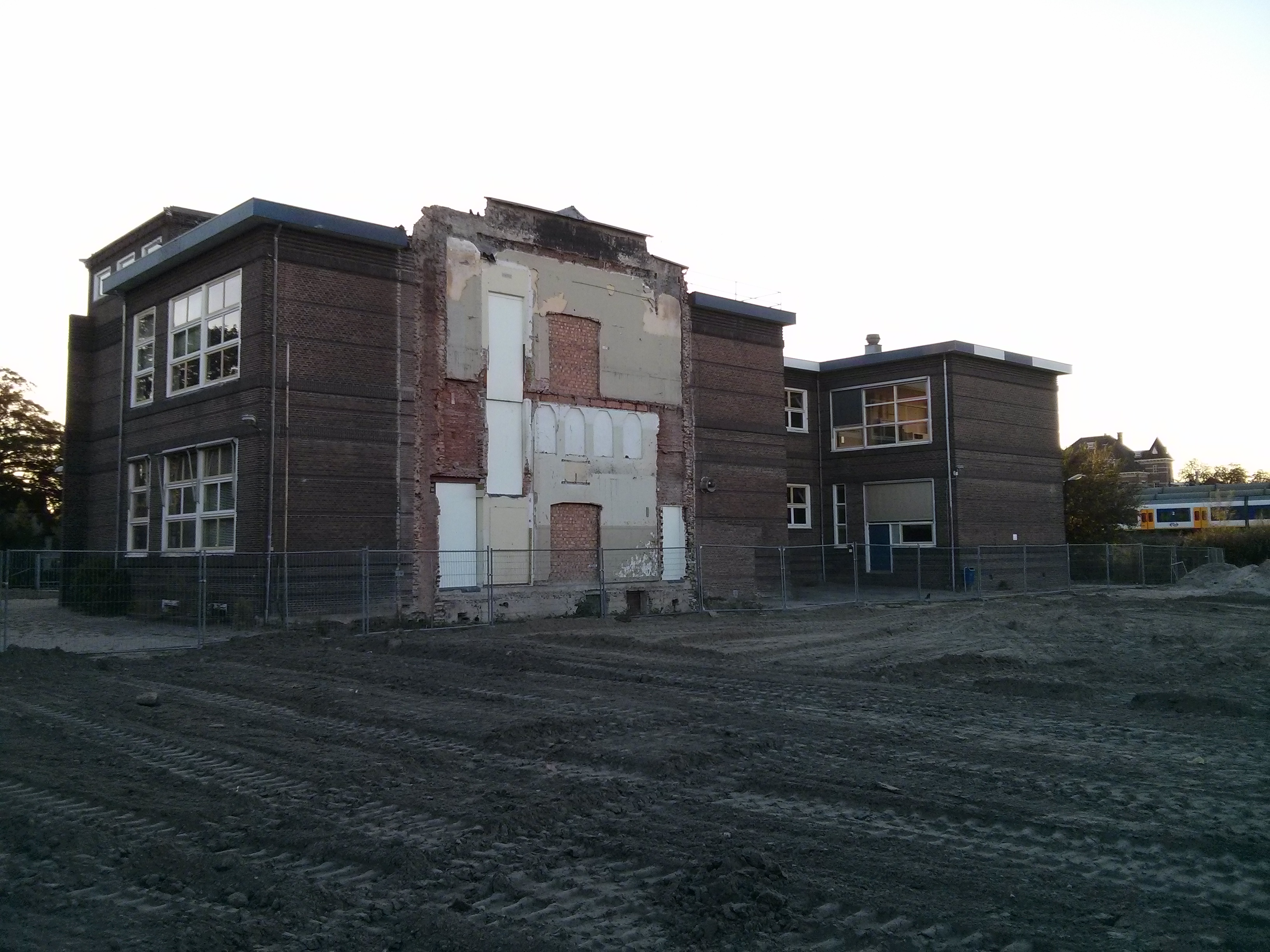
Achterzijde gebouw gefotografeerd in 2013, na afbreken van de andere gebouwen.

De gebouwen zijn sinds 2002 aangewezen als gemeentelijk monument. In 2004 volgde de formele aanwijzing. 
Zowel het schoolgebouw als het woonhuis waren anno 2012 nog in gebruik maar werden later door het Minkemacollege verlaten toen er nieuwbouw beschikbaar kwam. Vanaf ten minste 2019 werd het gebouw anti-kraak verhuurd door Voorkom Leegstand, dat in 2023 van naam veranderde naar Livable.

## Verkoop van het gebouw
In 2016 startte de gemeente Woerden, die eigenaar is van de grond en het gebouw, een procedure voor verkoop van het gebouw en ontwikkeling van het grote terrein achter het gebouw. Geen van de aanbiedingen voldeed aan de voorwaarden die de gemeente stelde.